# Coses (grup)
El grup Coses va ser un conjunt de cançó d'autor empeltat de folk rock que va estar actiu del 1972 al 1979. En formaven part Miquel Estrada (veu i baix), Jordi Fàbregas (veu i guitarres acústica i clàssica) i Ton Rulló (veu i percussions). Van musicar textos de poetes, sobretot de Miquel Martí i Pol, Miquel Desclot i poemes anònims extrets del llibre Poesia popular política del segle XIX (1967), de Joaquim Marco.
L'embrió del grup Coses va ser el conjunt La Tecla, integrat pels mateixos músics, que feien un repertori més decantat cap a la cançó i el folk al final dels anys seixanta del segle xx. Durant els set anys que van estar actius, els membres de Coses van enregistrar tres discos plegats, fins que el 1979 grup es va dissoldre. El 2013 els integrants del grup Coses van tornar a cantar junts en públic i des d'aleshores han fet alguns concerts. El 9 de gener de 2015 van inaugurar el 28è Festival Tradicionàrius al CAT, amb un concert de fusió amb la Cobla Sant Jordi. El 2016 van gravar amb la Cobla Sant Jordi el disc Així s'encenen al vent.
El 21 de gener de 2021 va morir Jordi Fàbregas i el 28 d'octubre de 2024 va morir Ton Rulló.

## Discografia
- Via fora! (Movieplay, 1976), amb arranjaments de Jordi Vilaprinyó[1]
- Ara és demà (Movieplay, 1977)
- Perquè no s'apagui l'aire (Movieplay, 1978)
- Així s'encenen al vent (Discmedi, 2016) amb la Cobla Sant Jordi i arranjaments de Xavier Guitó